# お茶のある風景
お茶のある風景は、5分間のラジオ番組である。制作は放芸。

## 概要
毎回お茶の始まりから、種類、効果、また世界各国のお茶の様式から美味しい入れ方、道具に至るまで奥深いお茶の活用文化を紹介する。

## ネット局
- 北陸放送 土曜7:15 - 7:20
- 福井放送 日曜9:55 - 10:00
- 山陽放送 土曜15:55 - 16:00

| スタブアイコン | サブスタブ | この項目は、まだ閲覧者の調べものの参照としては役立たない、ラジオ番組に関連した書きかけの項目です。この項目を加筆・訂正などしてくださる協力者を求めています（P:ラジオ/PJ:放送番組）。 |